# Triplophysa alticeps
Triplophysa alticeps är en fiskart som först beskrevs av Herzenstein, 1888.  Triplophysa alticeps ingår i släktet Triplophysa och familjen grönlingsfiskar. Inga underarter finns listade i Catalogue of Life.